# Fiat lux
Pour les articles homonymes, voir Que la lumière soit (homonymie).
Fiat lux est une locution latine présente au début de la Genèse 1:3. Il s'agit de la première parole de Dieu, ordre donné lorsqu'il a créé la lumière le premier jour de la création du monde, traduisible en français par « que la lumière soit ». La version originale du texte, en hébreu, est יְהִי אוֹר (yehi 'or). La traduction en grec est γενηθήτω φῶς (genēthḗtō phôs).

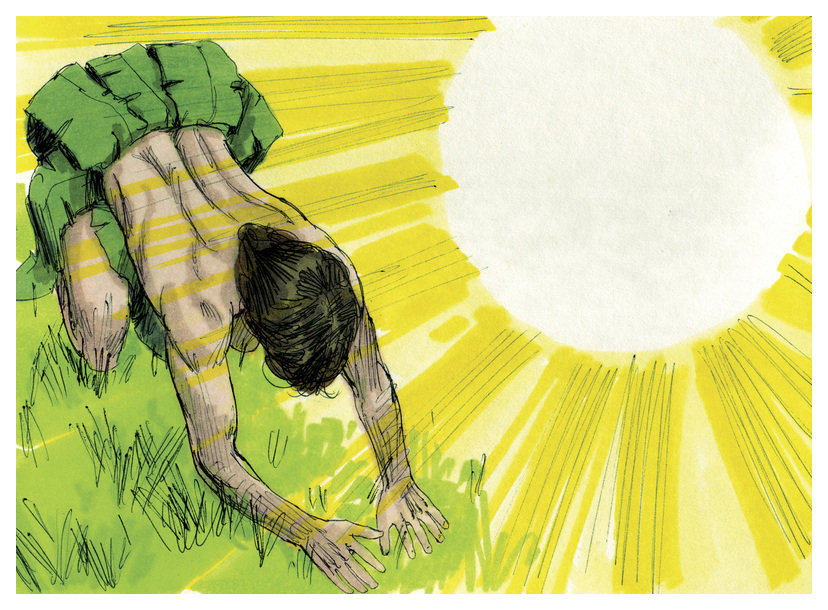

La phrase complète est Fiat lux et facta est lux : « Que la lumière soit, et la lumière fut ».
Cette phrase qui connaît un grand succès à partir du XVIIIe siècle  peut  évoquer une invention ou une découverte.

## Locution dans des œuvres de fiction
Fiat Lux est le nom donné par le détective de fiction Nestor Burma à son cabinet, situé dans la rue des Petits-Champs.
La transcription en katakana de la locution, フィアト·ルクス (fiato rukusu), figure en sous-titre du jeu de rôle Anima: Beyond Fantasy.
Fiat Lux est le nom d'emprunt qu'a utilisé James Greer (en) pour son court métrage Mimesis (États-Unis, 2006).
Fiat Lux est une formule magique destinée à allumer les torches dans un temple dans la saga Reflets d'acide.
Fiat Lux est le nom de l'agence de détective dans la série de  bande dessinée Tanâtos de Jean Yves Delitte et Didier Convard.

## Devise
Fiat Lux est la devise de plusieurs universités, écoles et d'une équipe e-sport : 
- Cornway Collège (Mashonaland occidental, Zimbabwe) ;
- l’université de Californie (Californie, États-Unis) ;
- l’université d’Akron (Ohio, États-Unis) ;
- l’université de Lethbridge (Alberta, Canada) ;
- l'équipe Paris Eternal de l'Overwatch League.